# Cuscuta approximata
Espèce
Cuscuta approximata, la cuscute proche, est une espèce de plantes dicotylédones de la famille des Convolvulaceae, originaire d'Eurasie et d'Afrique.
C'est une plante herbacée annuelle qui parasite diverses espèces de plantes, notamment la luzerne.

## Taxinomie

### Synonymes
Selon The Plant List (19 août 2019) :
- Cuscuta approximata var. urceolata (Kunze) Yuncker[2]
- Cuscuta approximata var. urceolata Yunck.
- Cuscuta cupulata Engelm.
- Cuscuta epithymum subsp. approximata (Bab.) Rouy[2]
- Cuscuta planiflora var. approximata (Bab.) Engelm.

### Liste des variétés
Selon The Plant List (19 août 2019) :
- Cuscuta approximata var. episonchum (Webb & Berthel.) Yunck.
- Cuscuta approximata var. schiraziana (Boiss.) Yunck.